# 노스이스트더비셔

노스이스트더비셔의 위치

노스이스트더비셔(영어: North East Derbyshire)는 잉글랜드 더비셔주에 위치한 비도시 자치구로 중심 도시는 윙거워스이며 인구는 99,352명(2014년 기준), 면적은 275.6km2이다.